# Siegfried Schäfer
Siegfried Schäfer (ur. 16 lutego 1933) – wschodnioniemiecki zapaśnik walczący w obu stylach. Olimpijczyk z Melbourne 1956, gdzie zajął piąte miejsce w kategorii do 73 kg, w stylu klasycznym.
Ósmy na mistrzostwach świata w 1958 roku.
Wicemistrz NRD w 1954 i 1955; trzeci w 1961, w stylu wolnym. Mistrz w stylu klasycznym w 1957, 1958 i 1959; drugi w 1954 i trzeci w 1953 i 1955 roku.

## Letnie Igrzyska Olimpijskie 1956
| Konkurencja           | Rundy eliminacyjne  | Rundy eliminacyjne      | Rundy eliminacyjne        | Klas. końcowa |
| Konkurencja           | Przeciwnik I        | Przeciwnik II           | Przeciwnik III            | Miejsce       |
| --------------------- | ------------------- | ----------------------- | ------------------------- | ------------- |
| 73 kg styl klasycznym | Fred Murphy (AUS) Z | Veikko Rantanen (FIN) P | Władimir Maniejew (SUN) P | 5.            |